# Llista de monuments de Santanyí
Llista de monuments de Santanyí catalogats pel consell insular de Mallorca com a Béns d'Interès Cultural en la categoria de monuments pel seu interès històric, artístic, arquitectònic, arqueològic, històric-industrial, etnològic, social, científic o tècnic.
| Monument                                                                 | Tipus                | Localització                              | Coordenades                                          | Codi?         | Imatge |
| ------------------------------------------------------------------------ | -------------------- | ----------------------------------------- | ---------------------------------------------------- | ------------- | --- |
| Recinte murat                                                            | Arq. defensiva       | Santanyí                                  |                                                      | RI-51-0008499 | Carregueu una nova foto d'aquest monument |
| Torre de Cala Llonga                                                     | Arq. defensiva       | Santanyí Cala Llonga, Cala d'Or           | 39° 22′ 01″ N, 3° 14′ 02″ E / 39.36683°N,3.233829°E  | RI-51-0008500 | Torre de Cala Llonga (Santanyí) · Vegeu més fotos d'aquest monument · Carregueu una nova foto d'aquest monument                                          |
| Torre de Cala Figuera                                                    | Arq. defensiva       | Santanyí Cala Figuera                     | 39° 19′ 47″ N, 3° 10′ 37″ E / 39.329801°N,3.176952°E | RI-51-0008501 | Torre de Cala Figuera (Santanyí) · Modifica el valor a Wikidata · Carregueu una nova foto d'aquest monument                                              |
| Torre d'en Beu                                                           | Arq. defensiva       | Santanyí Cala Figuera                     | 39° 19′ 50″ N, 3° 10′ 36″ E / 39.330483°N,3.176699°E | RI-51-0008502 | Torre d'en Beu (Santanyí) · Vegeu més fotos d'aquest monument · Carregueu una nova foto d'aquest monument                                                |
| Torre Nova de sa Roca Fesa                                               | Arq. defensiva       | Santanyí Cala Santanyí                    | 39° 19′ 39″ N, 3° 08′ 58″ E / 39.327626°N,3.149411°E | RI-51-0008503 | Torre Nova de sa Roca Fesa (Santanyí) · Modifica el valor a Wikidata · Carregueu una nova foto d'aquest monument                                         |
| Castell de Porto Petro                                                   | Arq. defensiva       | Santanyí Punta de sa Torre, Portopetro    | 39° 21′ 22″ N, 3° 12′ 52″ E / 39.356063°N,3.214321°E | RI-51-0008504 | Castell de Porto Petro (Santanyí) · Vegeu més fotos d'aquest monument · Carregueu una nova foto d'aquest monument                                        |
| Son Morla                                                                | Arq. defensiva       | Santanyí Colònia de Sant Jordi            | 39° 20′ 39″ N, 3° 07′ 00″ E / 39.344056°N,3.116568°E | RI-51-0008505 | Carregueu una nova foto d'aquest monument |
| Son Vives                                                                | Arq. defensiva       | Santanyí Colònia de Sant Jordi            | 39° 20′ 33″ N, 3° 06′ 57″ E / 39.342638°N,3.115772°E | RI-51-0008506 | Carregueu una nova foto d'aquest monument |
| Almonia                                                                  | Arq. defensiva       | Santanyí                                  | 39° 18′ 44″ N, 3° 06′ 08″ E / 39.312138°N,3.102149°E | RI-51-0008507 | Carregueu una nova foto d'aquest monument |
| Son Amer                                                                 | Arq. defensiva       | Santanyí Carrer de Son Amer, Es Llombards | 39° 20′ 27″ N, 3° 05′ 54″ E / 39.340937°N,3.098321°E | RI-51-0008508 | Son Amer (Santanyí) · Vegeu més fotos d'aquest monument · Carregueu una nova foto d'aquest monument                                                      |
| Creu d'en Llaneres                                                       | Creus de terme       | Santanyí Carrer de Can Llaneres           | 39° 21′ 27″ N, 3° 07′ 57″ E / 39.357416°N,3.132541°E | RI-51-0010394 | Creu d'en Llaneres (Santanyí) · Vegeu més fotos d'aquest monument · Carregueu una nova foto d'aquest monument                                            |
| Creu de Llombards                                                        | Creus de terme       | Santanyí Plaça d'en F. Bernareggi         | 39° 21′ 09″ N, 3° 07′ 33″ E / 39.352575°N,3.125835°E | RI-51-0010395 | Creu de Llombards (Santanyí) · Vegeu més fotos d'aquest monument · Carregueu una nova foto d'aquest monument                                             |
| Creu de sa Cala                                                          | Creus de terme       | Santanyí Carrer de la Mar                 | 39° 21′ 09″ N, 3° 07′ 53″ E / 39.352479°N,3.131418°E | RI-51-0010396 | Creu de sa Cala (Santanyí) · Vegeu més fotos d'aquest monument · Carregueu una nova foto d'aquest monument                                               |
| Creu del Camí de Palma                                                   | Creus de terme       | Santanyí Carrer de Palma                  | 39° 21′ 28″ N, 3° 07′ 32″ E / 39.357775°N,3.125519°E | RI-51-0010397 | Creu del Camí de Palma (Santanyí) · Vegeu més fotos d'aquest monument · Carregueu una nova foto d'aquest monument                                        |
| Talaiot de Son Danús                                                     | Monument arqueològic | Santanyí                                  |                                                      | RI-51-0001179 | Carregueu una nova foto d'aquest monument |
| Cova artificial de Son Danús                                             | Monument arqueològic | Santanyí                                  |                                                      | RI-51-0001185 | Carregueu una nova foto d'aquest monument |
| Es Clos des Moro                                                         | Monument arqueològic | Santanyí                                  |                                                      | RI-51-0002773 | Carregueu una nova foto d'aquest monument |
| Cova de sa Madona / s'Alqueria Blanca                                    | Monument arqueològic | Santanyí                                  | 39° 23′ 01″ N, 3° 09′ 54″ E / 39.383722°N,3.164952°E | RI-51-0002774 | Carregueu una nova foto d'aquest monument |
| Talaia des Càrritx                                                       | Monument arqueològic | Santanyí                                  |                                                      | RI-51-0002775 | Carregueu una nova foto d'aquest monument |
| Torrent d'en Bragues / n'Abri                                            | Monument arqueològic | Santanyí                                  | 39° 20′ 17″ N, 3° 08′ 38″ E / 39.338065°N,3.143958°E | RI-51-0002776 | Carregueu una nova foto d'aquest monument |
| Cala Llombards                                                           | Monument arqueològic | Santanyí Cala Llombards                   | 39° 19′ 28″ N, 3° 08′ 25″ E / 39.324463°N,3.140217°E | RI-51-0002777 | Cala Llombards (Santanyí) · Vegeu més fotos d'aquest monument · Carregueu una nova foto d'aquest monument                                                |
| Necròpoli de Calonge / sa Talaiassa                                      | Monument arqueològic | Santanyí                                  | 39° 23′ 52″ N, 3° 12′ 08″ E / 39.397810°N,3.202161°E | RI-51-0002778 | Carregueu una nova foto d'aquest monument |
| Necròpoli de Can Bennàsser / Tanca de s'Era                              | Monument arqueològic | Santanyí                                  |                                                      | RI-51-0002779 | Carregueu una nova foto d'aquest monument |
| Talaiot de Can Bennàsser / es Cuitor / Tanca des Botigó                  | Monument arqueològic | Santanyí                                  | 39° 22′ 25″ N, 3° 08′ 20″ E / 39.373583°N,3.138922°E | RI-51-0002780 | Carregueu una nova foto d'aquest monument |
| Restes prehistòriques de Can Marines / s'Antigor                         | Monument arqueològic | Santanyí                                  | 39° 22′ 58″ N, 3° 13′ 42″ E / 39.382903°N,3.228231°E | RI-51-0002781 | Carregueu una nova foto d'aquest monument |
| Cova de Can Simonet                                                      | Monument arqueològic | Santanyí                                  | 39° 20′ 45″ N, 3° 05′ 06″ E / 39.345872°N,3.085019°E | RI-51-0002782 | Carregueu una nova foto d'aquest monument |
| Restes prehistòriques des Closet                                         | Monument arqueològic | Santanyí                                  | 39° 22′ 55″ N, 3° 12′ 20″ E / 39.381945°N,3.205598°E | RI-51-0002783 | Carregueu una nova foto d'aquest monument |
| Cova de ses Coves d'en Bragues / es Torrent                              | Monument arqueològic | Santanyí                                  | 39° 20′ 15″ N, 3° 08′ 38″ E / 39.337524°N,3.143956°E | RI-51-0002784 | Carregueu una nova foto d'aquest monument |
| Ses Coves del Rei                                                        | Monument arqueològic | Santanyí                                  | 39° 21′ 38″ N, 3° 10′ 44″ E / 39.360643°N,3.178838°E | RI-51-0002785 | Carregueu una nova foto d'aquest monument |
| Cova des Goret Vell / Cova de sa Sabata                                  | Monument arqueològic | Santanyí                                  |                                                      | RI-51-0002786 | Carregueu una nova foto d'aquest monument |
| Talaiot des Llombards / Pleta de Cas Traginer                            | Monument arqueològic | Santanyí                                  | 39° 20′ 45″ N, 3° 05′ 34″ E / 39.345776°N,3.092795°E | RI-51-0002787 | Carregueu una nova foto d'aquest monument |
| Poblat murat des Llombards / es Violari                                  | Monument arqueològic | Santanyí                                  | 39° 20′ 45″ N, 3° 05′ 34″ E / 39.345852°N,3.092802°E | RI-51-0002788 | Carregueu una nova foto d'aquest monument |
| Cova de ses Mires / Bassa Serra                                          | Monument arqueològic | Santanyí                                  | 39° 20′ 28″ N, 3° 09′ 45″ E / 39.341014°N,3.162542°E | RI-51-0002789 | Carregueu una nova foto d'aquest monument |
| Pleta de Cas Traginer / Pleta d'en Feo                                   | Monument arqueològic | Santanyí                                  | 39° 20′ 33″ N, 3° 06′ 04″ E / 39.342526°N,3.101030°E | RI-51-0002790 | Carregueu una nova foto d'aquest monument |
| Cova des Pontàs / es Escruis                                             | Monument arqueològic | Santanyí                                  | 39° 19′ 33″ N, 3° 08′ 37″ E / 39.325811°N,3.143584°E | RI-51-0002791 | Carregueu una nova foto d'aquest monument |
| Restes prehistòriques des Rafal Nou / Clos d'en Maria                    | Monument arqueològic | Santanyí                                  |                                                      | RI-51-0002792 | Carregueu una nova foto d'aquest monument |
| Turó fortificat des Rafal des Porcs / es Baus                            | Monument arqueològic | Santanyí                                  | 39° 18′ 08″ N, 3° 06′ 29″ E / 39.302151°N,3.108058°E | RI-51-0002793 | Carregueu una nova foto d'aquest monument |
| Turó fortificat des Rafal des Porcs / Castellet de s'Almonia             | Monument arqueològic | Santanyí                                  | 39° 18′ 48″ N, 3° 07′ 22″ E / 39.313309°N,3.122807°E | RI-51-0002794 | Carregueu una nova foto d'aquest monument |
| Turó fortificat des Rafal des Porcs / Castellet des Caló des Moro        | Monument arqueològic | Santanyí                                  | 39° 18′ 44″ N, 3° 07′ 14″ E / 39.312231°N,3.120485°E | RI-51-0002795 | Carregueu una nova foto d'aquest monument |
| Habitacions prehistòriques des Rafal des Porcs / Marina de Cala Figuera  | Monument arqueològic | Santanyí                                  | 39° 17′ 55″ N, 3° 05′ 56″ E / 39.298563°N,3.098891°E | RI-51-0002796 | Carregueu una nova foto d'aquest monument |
| Poblat murat des Rafal des Porcs / sa Talaia Grossa                      | Monument arqueològic | Santanyí                                  | 39° 17′ 46″ N, 3° 05′ 27″ E / 39.296218°N,3.090769°E | RI-51-0002797 | Carregueu una nova foto d'aquest monument |
| Conjunt prehistòric des Rafal des Porcs / Talaies d'en Bariró            | Monument arqueològic | Santanyí                                  | 39° 19′ 09″ N, 3° 06′ 22″ E / 39.319192°N,3.106112°E | RI-51-0002798 | Carregueu una nova foto d'aquest monument |
| Conjunt prehistòric de Son Amer / na Nova / Talaia d'en Cama             | Monument arqueològic | Santanyí                                  | 39° 19′ 13″ N, 3° 07′ 27″ E / 39.320156°N,3.124199°E | RI-51-0002799 | Conjunt prehistòric de Son Amer / na Nova / Talaia d'en Cama (Santanyí) · Vegeu més fotos d'aquest monument · Carregueu una nova foto d'aquest monument  |
| Necròpoli de Son Cosme Pons / ses Talaies de Cas Saig                    | Monument arqueològic | Santanyí                                  | 39° 21′ 13″ N, 3° 08′ 49″ E / 39.353749°N,3.146996°E | RI-51-0002800 | Carregueu una nova foto d'aquest monument |
| Talaiot de Son Cusina / es Corralots                                     | Monument arqueològic | Santanyí                                  |                                                      | RI-51-0002801 | Carregueu una nova foto d'aquest monument |
| Talaiot de Son Cusina / Talaia d'en Grimalt                              | Monument arqueològic | Santanyí                                  |                                                      | RI-51-0002802 | Carregueu una nova foto d'aquest monument |
| Talaiot de Son Cusina / Talaia d'en Perico Pomar                         | Monument arqueològic | Santanyí                                  |                                                      | RI-51-0002803 | Carregueu una nova foto d'aquest monument |
| Conjunt prehistòric de Son Danús / Talaies d'en Clar                     | Monument arqueològic | Santanyí                                  | 39° 22′ 04″ N, 3° 04′ 59″ E / 39.367770°N,3.083084°E | RI-51-0002804 | Conjunt prehistòric de Son Danús / Talaies d'en Clar (Santanyí) · Modifica el valor a Wikidata · Carregueu una nova foto d'aquest monument               |
| Son Danús Nou / Cova Joana                                               | Monument arqueològic | Santanyí                                  | 39° 22′ 30″ N, 3° 04′ 42″ E / 39.374982°N,3.078216°E | RI-51-0002806 | Carregueu una nova foto d'aquest monument |
| Son Danús Nou / Coves de sa Marina                                       | Monument arqueològic | Santanyí                                  | 39° 22′ 45″ N, 3° 05′ 00″ E / 39.379124°N,3.083214°E | RI-51-0002807 | Carregueu una nova foto d'aquest monument |
| Pou antic de Son Danús Nou / Camp de s'Avenc                             | Monument arqueològic | Santanyí                                  |                                                      | RI-51-0002808 | Carregueu una nova foto d'aquest monument |
| Pou antic de Son Danús Nou / Cocó de sa Mellara                          | Monument arqueològic | Santanyí                                  |                                                      | RI-51-0002809 | Carregueu una nova foto d'aquest monument |
| Poblat murat de Son Danús Nou / Mal Any                                  | Monument arqueològic | Santanyí                                  |                                                      | RI-51-0002810 | Carregueu una nova foto d'aquest monument |
| Poblat murat de Son Danús Nou / ses Tancasses                            | Monument arqueològic | Santanyí                                  | 39° 22′ 27″ N, 3° 05′ 22″ E / 39.374148°N,3.089473°E | RI-51-0002811 | Carregueu una nova foto d'aquest monument |
| Talaiot de Son Danús Vell / Pleta de sa Carretera / Pleta de Davant      | Monument arqueològic | Santanyí                                  | 39° 22′ 18″ N, 3° 06′ 29″ E / 39.371804°N,3.108049°E | RI-51-0002812 | Carregueu una nova foto d'aquest monument |
| Restes prehistòriques de Son Danús Vell / Pleta de Davant ses Cases      | Monument arqueològic | Santanyí                                  | 39° 22′ 19″ N, 3° 06′ 29″ E / 39.371880°N,3.108045°E | RI-51-0002813 | Carregueu una nova foto d'aquest monument |
| Conjunt prehistòric de Son Danús Vell / Pleta des Cards                  | Monument arqueològic | Santanyí                                  | 39° 22′ 24″ N, 3° 05′ 57″ E / 39.373434°N,3.099217°E | RI-51-0002814 | Carregueu una nova foto d'aquest monument |
| Cova de Son Danús Vell / Cova Bruna                                      | Monument arqueològic | Santanyí                                  | 39° 21′ 51″ N, 3° 05′ 55″ E / 39.364244°N,3.098739°E | RI-51-0002815 | Carregueu una nova foto d'aquest monument |
| Poblat murat de Son Danús Vell / ses Talaies d'en Mosson                 | Monument arqueològic | Santanyí                                  | 39° 21′ 53″ N, 3° 06′ 19″ E / 39.364598°N,3.105240°E | RI-51-0002816 | Carregueu una nova foto d'aquest monument |
| Predrera antigua de Son Danús Vell / na Timonera                         | Monument arqueològic | Santanyí                                  |                                                      | RI-51-0002817 | Carregueu una nova foto d'aquest monument |
| Conjunt prehistòric de Son Danusset / ses Talaiasses / Baix de sa Marina | Monument arqueològic | Santanyí                                  | 39° 23′ 07″ N, 3° 06′ 01″ E / 39.385337°N,3.100174°E | RI-51-0002818 | Carregueu una nova foto d'aquest monument |
| Cova de Son Llorenç / Cova de ses Genetes                                | Monument arqueològic | Santanyí                                  | 39° 23′ 49″ N, 3° 09′ 23″ E / 39.396808°N,3.156400°E | RI-51-0002819 | Carregueu una nova foto d'aquest monument |
| Cova de Son Morlà / es Figueral                                          | Monument arqueològic | Santanyí                                  | 39° 20′ 19″ N, 3° 06′ 29″ E / 39.338735°N,3.107998°E | RI-51-0002820 | Carregueu una nova foto d'aquest monument |
| Restes prehistòriques de Son Morlà / s'Olivera / sa Romaguera            | Monument arqueològic | Santanyí                                  | 39° 20′ 49″ N, 3° 06′ 58″ E / 39.347017°N,3.116123°E | RI-51-0002821 | Carregueu una nova foto d'aquest monument |
| Cova de Son Moro / sa Cova Foradada                                      | Monument arqueològic | Santanyí                                  | 39° 22′ 11″ N, 3° 10′ 58″ E / 39.369648°N,3.182681°E | RI-51-0002822 | Carregueu una nova foto d'aquest monument |
| Cova de Son Rossinyol / s'Antigor                                        | Monument arqueològic | Santanyí                                  |                                                      | RI-51-0002823 | Carregueu una nova foto d'aquest monument |
| Restes prehistòriques de Son Valents / Ca n'Andreu Bet                   | Monument arqueològic | Santanyí                                  | 39° 22′ 51″ N, 3° 10′ 20″ E / 39.380738°N,3.172144°E | RI-51-0002824 | Carregueu una nova foto d'aquest monument |
| Talaiot de sa Talaia / Ca l'Amo en Toni Jordi                            | Monument arqueològic | Santanyí                                  | 39° 23′ 04″ N, 3° 08′ 18″ E / 39.384396°N,3.138259°E | RI-51-0002825 | Carregueu una nova foto d'aquest monument |
| Talaiot de sa Talaia des Pi                                              | Monument arqueològic | Santanyí                                  | 39° 23′ 27″ N, 3° 07′ 42″ E / 39.390706°N,3.128400°E | RI-51-0002826 | Carregueu una nova foto d'aquest monument |
| Poblat murat de ses Talaies de Can Jordi / Ca l'Amo en Miquel            | Monument arqueològic | Santanyí                                  | 39° 22′ 39″ N, 3° 08′ 07″ E / 39.377363°N,3.135330°E | RI-51-0002827 | Poblat murat de ses Talaies de Can Jordi / Ca l'Amo en Miquel (Santanyí) · Vegeu més fotos d'aquest monument · Carregueu una nova foto d'aquest monument |
| Restes prehistòriques de sa Talaiola / sa Tanca Llarga                   | Monument arqueològic | Santanyí                                  | 39° 21′ 15″ N, 3° 08′ 47″ E / 39.354191°N,3.146324°E | RI-51-0002828 | Carregueu una nova foto d'aquest monument |
| Cova de sa Vallet / Puig de Verger                                       | Monument arqueològic | Santanyí                                  |                                                      | RI-51-0002829 | Carregueu una nova foto d'aquest monument |
| Turó fortificat de sa Vallet / Turó de s'Àguila                          | Monument arqueològic | Santanyí                                  | 39° 17′ 26″ N, 3° 03′ 18″ E / 39.290564°N,3.055046°E | RI-51-0002830 | Carregueu una nova foto d'aquest monument |
| Restes prehistòriques de sa Vallet / Turó de s'Estany / na Burguès       | Monument arqueològic | Santanyí                                  | 39° 17′ 40″ N, 3° 03′ 10″ E / 39.294439°N,3.052730°E | RI-51-0002831 | Carregueu una nova foto d'aquest monument |
| Cova des Velar / Cas Canonge                                             | Monument arqueològic | Santanyí                                  | 39° 21′ 18″ N, 3° 06′ 37″ E / 39.355132°N,3.110333°E | RI-51-0002832 | Carregueu una nova foto d'aquest monument |